# Supplétion
En morphologie linguistique, on parle de supplétion quand l'ensemble des formes que prend un même mot (ou plus précisément un lemme) dans sa flexion fait intervenir plusieurs radicaux (ou lexèmes), au lieu d'être bâti par modifications d'un unique radical. Il s'agit d'une « irrégularité » en ce qu'elle rend imprévisible la flexion du mot considéré, laquelle doit ainsi être apprise forme par forme.
La supplétion est généralement un phénomène assez restreint dans une langue, touchant un petit nombre de mots de haute fréquence.

## Exemples
Dans les langues indo-européennes, la conjugaison du verbe « être » est typiquement supplétive ; par exemple :
- en français : je suis ~ j'étais ~ je fus
- en anglais : I am « je suis » ~ I was « j'étais / je fus » ~ I be « (que) je sois »
- en polonais : jestem « je suis » ~ będę « je serai »

En français, le verbe « aller » est un autre exemple de supplétion, avec trois radicaux :
- il va, avec un radical va- issu du latin vadere
- il ira, avec un radical ir- issu du latin ire
- il allait, avec un radical all- issu du latin ambulare[1]

En français, les gentilés sont un autre exemple de supplétion :
- Paris-parisien
- Marseille-marseillais
- Lille-lillois

Les suffixes permettant de nommer les habitants de ces villes ont des formes très différentes, mais elles gardent le même radical : il s'agit d'un cas de supplétion.
La supplétion peut également toucher la flexion nominale. Le breton, par exemple, forme les pluriels de quelques noms par supplétion :
- ki « chien » ~ chas « chiens »
- buoc'h « vache » ~ saout « vaches »
- den « homme » ~ tud « hommes, gens ».

Les degrés de comparaison de certains adjectifs et adverbes courants y recourent aussi dans un certain nombre de langues ; par exemple, le comparatif de « bon » :
- en français : bon ~ meilleur
- en anglais : good ~ better
- en breton : mat ~ gwell, gwelloc'h
- en polonais : dobry ~ lepszy